# Questocrypta
Questocrypta is een geslacht van spinnen uit de familie Barychelidae.

## Soorten
Het geslacht kent de volgende soort:
- Questocrypta goloboffi Raven, 1994